# ハマ・ビリアト
ハマ・ビリアト（Khama Billiat 、1990年8月19日 - ）は、ジンバブエ・ハラレ出身のプロサッカー選手。ジンバブエ代表。カイザー・チーフスFC所属。ポジションは、フォワード。

## 代表歴
複数の年代でジンバブエ代表に選出されている。2011年3月26日のアフリカネイションズカップ2013予選・マリ戦でA代表デビューを果たすと、以降レギュラーに定着した。

### ゴール
| #   | 開催日         | 会場         | 対戦国           | スコア | 結果       | 試合概要                           |
| --- | -------------- | ------------ | ---------------- | ------ | ---------- | ---------------------------------- |
| 1.  | 2011年8月10日  | ハラレ       | ザンビア         | 2–0    | 2–0        | 親善試合                           |
| 2.  | 2011年9月4日   | ハラレ       | リベリア         | 2–0    | 3–0        | アフリカネイションズカップ2012予選 |
| 3.  | 2012年9月9日   | ハラレ       | アンゴラ         | 2–0    | 3–1        | アフリカネイションズカップ2013予選 |
| 4.  | 2013年2月6日   | ハラレ       | ボツワナ         | 1–1    | 2–1        | 親善試合                           |
| 5.  | 2015年6月13日  | ブランタイヤ | マラウイ         | 2–1    | 2–1        | アフリカネイションズカップ2017予選 |
| 6.  | 2016年3月29日  | ハラレ       | エスワティニ     | 4–0    | 4–0        | アフリカネイションズカップ2017予選 |
| 7.  | 2016年6月5日   | ハラレ       | マラウイ         | 2–0    | 3–0        | アフリカネイションズカップ2017予選 |
| 8.  | 2018年6月9日   | ポロクワネ   | ザンビア         | 3–2    | 4–2 (延長) | COSAFAキャッスルカップ2018         |
| 9.  | 2018年6月9日   | ポロクワネ   | ザンビア         | 4–2    | 4–2 (延長) | COSAFAキャッスルカップ2018         |
| 10. | 2018年9月9日   | ブラザヴィル | コンゴ共和国     | 1–0    | 1–1        | アフリカネイションズカップ2019予選 |
| 11. | 2018年10月16日 | ハラレ       | コンゴ民主共和国 | 1–0    | 1–1        | アフリカネイションズカップ2019予選 |
| 12. | 2019年3月24日  | ハラレ       | コンゴ共和国     | 1–0    | 2–0        | アフリカネイションズカップ2019予選 |

## タイトル

### クラブ
マメロディ・サンダウンズ
- プレミアサッカーリーグ (3): 2013–14,[2] 2015–16[2], 2017–18
- ネドバンク・カップ (1): 2014–15[2]
- Telkom Knockout (1): 2015[2]
- CAFチャンピオンズリーグ (1): 2016
- CAFスーパーカップ (1):  2017

### 個人
- PSL年間最優秀選手: 2016[3]